# مایکل اوری
مایکل اوری (انگلیسی: Michael Urie؛ زادهٔ ۸ اوت ۱۹۸۰) یک هنرپیشه اهل ایالات متحده آمریکا است.
از فیلم‌ها یا برنامه‌های تلویزیونی که وی در آن نقش داشته است می‌توان به بتی بی‌ریخته و او بسیار مشهورتر از تو است اشاره کرد.